# Derrick Nsibambi
Derrick Paul Nsibambi (ur. 19 czerwca 1994 w Mulago) – ugandyjski piłkarz grający na pozycji napastnika. Od 2023 jest zawodnikiem klubu Al-Bashayer SC.

## Kariera klubowa
Swoją karierę piłkarską Nsibambi rozpoczął w klubie KCCA FC. W sezonie 2013/2014 zadebiutował w jego barwach w pierwszej lidze ugandyjskiej. Grał w nim do 2018 roku. W sezonach 2013/2014, 2015/2016 i 2016/2017 wywalczył z nim mistrzostwo, a w sezonie 2017/2018 - wicemistrzostwo Ugandy. W sezonach 2016/2017 i 2017/2018 zdobył też dwa Puchary Ugandy.
Latem 2018 Nsibambi przeszedł do egipskiego klubu Smouha SC. Swój debiut w nim zanotował 3 sierpnia 2018 w wygranym 2:1 wyjazdowym spotkaniu z Misr Lel-Makkasa SC. W klubie tym grał przez trzy sezony.
Sezon 2021/2022 Nsibambi rozpoczął od gry w etiopskim Sidama Coffee SC, a skończył go jako zawodnik Sebeta City FC. Jesienią 2022 grał w URA Kampala, a na początku 2023 przeszedł do omańskiego Al-Bashayer SC.

## Kariera reprezentacyjna
W reprezentacji Ugandy Nsibambi zadebiutował 11 czerwca 2017 roku w wygranym 1:0 meczu kwalifikacji do Pucharu Narodów Afryki 2019 z Republiką Zielonego Przylądka, rozegranym w Praii. W 2019 roku został powołany do kadry do na Puchar Narodów Afryki 2019. Na tym turnieju był rezerwowym i nie rozegrał żadnego meczu.